# Wim Izaks
Wim Izaks (Eibergen, 31 december 1950 – Enschede, 3 december 1989) was een Nederlands kunstschilder. Zijn werk behoort tot het lyrisch abstract expressionisme.

## Leven en werk
Izaks bezocht vanaf 1963 de HBS in Winterswijk, de MTS te Enschede en tot 1972 Hoger Informatica Onderwijs te Enschede. 
In 1972 begon hij aan zijn opleiding tot beeldend kunstenaar aan de Academie voor Kunst en Industrie te Enschede bij onder anderen Reinier Lucassen, Alphons Freymuth en Sipke Huismans. 
Van september 1975 tot juli 1976 maakte hij samen met keramiste Joyce de Vries een reis door Afrika. In 1978 studeerde hij af aan de AKI met een tentoonstelling in het Rijksmuseum Twenthe, ook samen met De Vries. Zijn eindexamen bestond uit schilderijen en etsen. De extern deskundige ('rijksgecommitteerde') was de Belgische kunstschilder Roger Raveel, die de ontwikkeling van zijn talent positief beoordeelde in een brief aan de toenmalige directeur van de AKI, Joop Hardy, die is afgedrukt in een boek over zijn werk uit 1993. 
Izaks publiceerde in 1978 ook zijn Afrikaanse reisdagboek met linosnedes. Vanaf die tijd werkte hij in ateliers in Enschede en in Eibergen. Hij had een hoge productie en maakte meer dan duizend schilderijen en duizenden etsen, linosnedes en tekeningen in uiteenlopende technieken zoals vetkrijt en acrylverf. In 1984 werd hij docent aan de avondopleiding van de AKI te Enschede. Izaks had een aantal trouwe bewonderaars, waaronder het echtpaar Altena-Boswinkel dat een groot aantal van zijn werken bijeenbracht en schonk aan het Stedelijk Museum Schiedam. 

## Publicaties
- 1975 Och!, kunstenaarsboek met linoleumsnedes
- 1978 Reisdagboek en Boek zonder Woorden (met vijftien lino's)
- 1986 Beeldboek Universiteit Twente (i.s.m. P. Krabbendam en R. Liong-A-Kong)
- 1988 Realiteiten, vijftien kleurenafbeeldingen van schilderijen, ISBN 90-800285-4-1
- 1988 Studieboek bij tentoonstelling Technische Universiteit Twente

## Werk in openbare collecties (selectie)
Werk van Izaks bevindt zich in de collecties van het 
- Stedelijk Museum, Amsterdam
- Groninger Museum, Groningen
- Centraal Museum, Utrecht
- Kunstmuseum Den Haag
- Stedelijk Museum De Lakenhal, Leiden
- Stedelijk Museum Schiedam

Ook in meerdere collecties van semi-overheidsinstellingen en particulieren.

## De Stichting Wim Izaks en de Wim Izaks prijs
De nagedachtenis aan Wim Izaks wordt levendig gehouden door de stichting Wim Izaks, die zijn werk verkoopt en van de verworven gelden publicaties uitgeeft en tweejaarlijks een stipendium van 10.000 euro als prijs voor de schilderkunst uitreikt aan een jonge veelbelovende kunstenaar en een kleinere geldprijs van 1500 euro aan de overige twee genomineerden.
Genomineerden en winnaars waren: 
- 2010: Ina van Zyl (prijswinnaar), Lieven Hendriks, Olphaert den Otter
- 2008: Jaap de Vries (prijswinnaar), Houcine Bouchiba, Benjamin Roth
- 2006: Barend van Hoek (prijswinnaar), Sander van Deurzen, Aart Houtman
- 2004: Iris Kensmil (prijswinnaar), Aaron van Erp, Kinke Kooi
- 2002: Pär Strömberg (prijswinnaar), Nan Groot Antink, Mirjam Kuitenbrouwer
- 2000: Harm Goslink Kuiper (prijswinnaar), Hadassah Emmerich,  Ronald Zuurmond
- 1998: Jurriaan Molenaar (prijswinnaar), Vanessa Jane Phaff, Gé-Karel van der Sterren
- 1996: Erik van Lieshout (prijswinnaar), Gijs Frieling,  Beth Namenwirth
- 1994: Reinoud van Vught (prijswinnaar), Wiebe Bloemena, Stan Klamer

## Citaat
- Wim Izaks: Kunst is een voortdurend teken van leven